# Вихрь (човновий мотор)

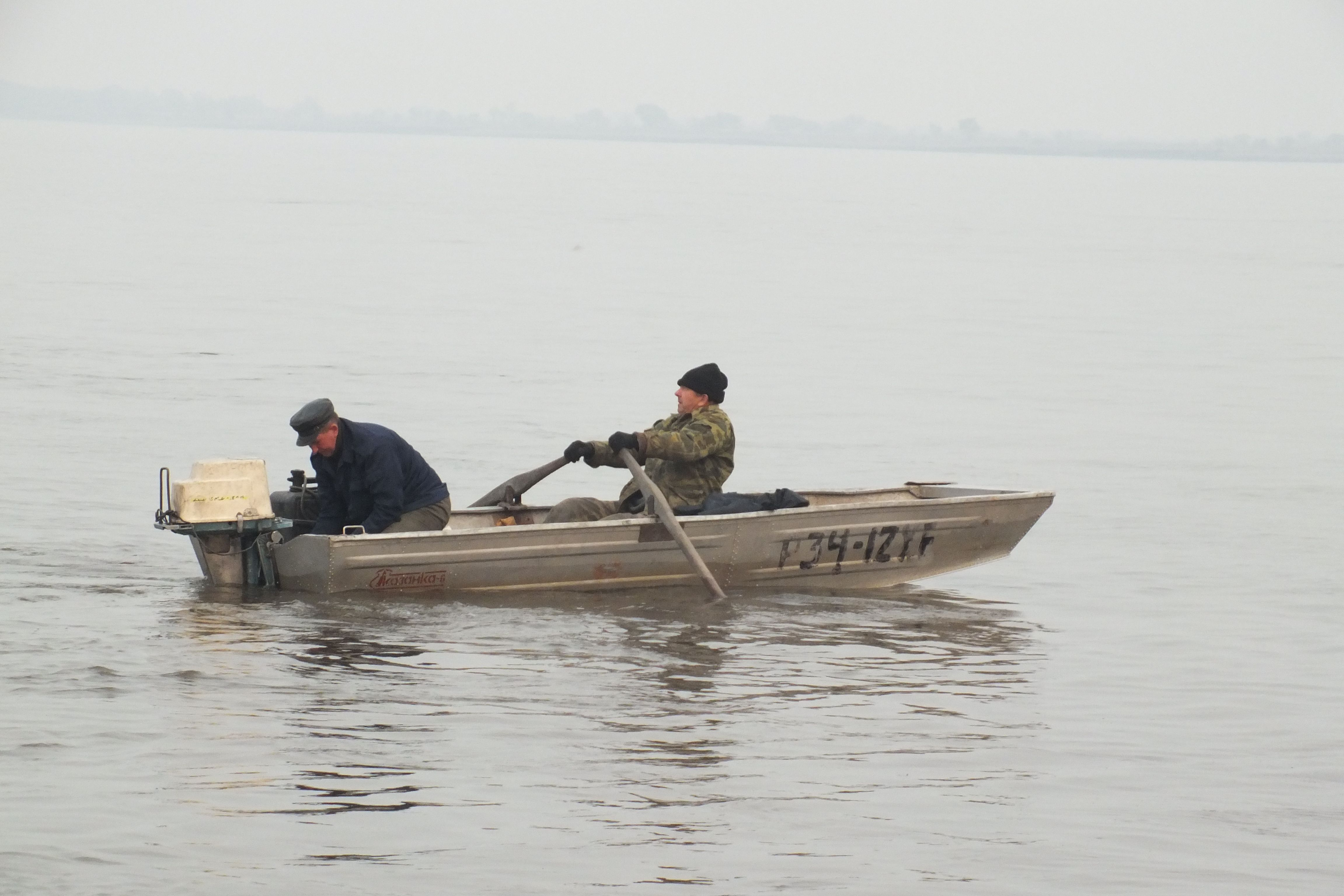
" Козанка-6 " з мотором «Вихор-30»

«Вихрь» (укр. Вихор) — марка радянських підвісних човнових моторів виробництва Куйбишевського моторобудівного виробничого об'єднання ім. Фрунзе (м. Самара) з 1966 року по 2010 рік і був у зазначений період наймасовішим мотором човна в СРСР і на пострадянському просторі.

## Моделі та характеристики
Серійно випускалися три моделі моторів:
- «Вихрь» потужністю 20 к.с.,
- «Вихрь-М» потужністю 25 к.с.,
- «Вихрь-30» потужністю 30 к.с. («Вихрь-30Э» — версія з електричним стартером)

Також були виготовлені експериментальні зразки моторів потужністю 40, 45 і 60 к.с.

### Історія створення
Конструкція та зовнішній вигляд моторів «Вихрь» були спочатку скопійовані з західнонімецького 20-сильного мотора «Кьоніг», який не вирізнявся високими технічними рішеннями та споживчими якостями. Мотор «Кьоніг» було знято з виробництва майже одночасно з початком серійного випуску «Вихря». Ця залежність від сумнівного зразка зробила мотор проблемним і застарілим вже на момент його появи. На відміну від цього, творці мотора «Москва» вибрали більш надійний американський прототип, що дозволило їм уникнути багатьох недоліків.

### Технічні особливості
Мотори «Вихрь» побудовані за класичною схемою з вертикальним розташуванням вузлів. Двигун є двотактним двоциліндровим карбюраторним. У моделі «Вихрь» використовується дефлекторна продувка, тоді як у моторах «Вихрь-М» і «Вихрь-30» — триканальна зворотно-петльова продувка.
Робочий об'єм двигунів:
- «Вихрь» — 423 см³,
- «Вихрь-М» — 423 см³,
- «Вихрь-30» — 488 см³.

Живлення двигунів здійснюється за допомогою суміші бензину А-76 і масла для двотактних двигунів. Система запалювання працює від магнето: МГ-101 на моделі «Вихрь» і МВ-1 на моделях «Вихрь-М» та «Вихрь-30». З 80-х років запроваджено безконтактне запалювання.
Охолодження двигуна здійснюється забортною водою за допомогою насоса-дозатора (помпи).

### Запуск і управління
Запуск двигуна здійснюється вручну за допомогою стартера, а модель «Вихрь-30» може комплектуватися електростартером. У разі потреби можна скористатися аварійним запуском за допомогою стартового шнура.
Управління мотором здійснюється за допомогою румпеля або дистанційно.

### Передача і захист
Редуктор двигунів «Вихрь» є конічним, одноступінчастим, реверсивним з можливістю включення вільного ходу. Гребний гвинт — трилопатевий. Передача обертання від вихідного вала редуктора до гвинта здійснюється через демпфер і два зрізні латунні штифти діаметром 5 мм, які захищають мотор від пошкоджень у випадку удару гвинта об підводні перешкоди.

### Конструкція і компонування
Двигун закривається кожухом, а мотор закріплюється на транці човна за допомогою струбцин і підвісної системи з амортизаційними елементами. Окремий бензобак стандартної ємністю 22 літри може бути встановлений в будь-якому місці човна.

## Споживчі характеристики
Підвісні човнові мотори «Вихрь» — наймасовіші в СРСР. Знайшли застосування на туристичних, господарських, прогулянкових, патрульних та рятувальних човнах — там, де потрібне досягнення високої швидкості руху.
У 1985—1993 роках Вихрь-30 був єдиним потужним човновим мотором, що серійно випускається в країні (понад 8 л. с.).

### Переваги
- досить висока потужність;
- невисока ціна мотора: у 1970-х роках «Вихрь» коштував 400 рублів і був значно дешевшим за імпортні мотори аналогічного класу та потужності, які в той період коштували близько 700—800 доларів США;
- доступність запчастин, оскільки їх випускав не тільки завод-виробник мотора, але й багато інших заводів, кооперативів (у 1980-х роках), а пізніше — різні фірми в Росії та Китаї. За цим показником «Вихрь» значно перевершував усі інші радянські мотори. Крім того, серед моторів аналогічного класу «Вихрь» відрізняється невеликою кількістю деталей, що піддаються зносу та поломкам;
- хороша ремонтопридатність — майже будь-яку несправність можна усунути (за наявності мінімального набору запчастин і інструменту) навіть у польових умовах.

Завдяки цим перевагам «Вихрь» набув великої популярності в СРСР, а у важкодоступних місцях залишався популярним і наприкінці 2010-х років.

### Недоліки
Недоліків у моторів «Вихрь» було значно більше, і багато з них не були усунені заводом аж до закінчення випуску моторів:
- занадто великий гідродинамічний опір підводної частини, особливо у ранніх моделей моторів
- досить високий рівень шуму (власники моторів знижували шумність, обшиваючи кожух поролоном з внутрішньої сторони);
- невдале розташування вихлопного патрубка, що викликає гідродинамічний момент, який прагне розвернути мотор і створює статичне навантаження на румпелі (6 кг);
- відсутність термостата в системі охолодження, що не дозволяє підтримувати оптимальний температурний режим двигуна у весняно-осінній період;
- нестандартне кріплення гребного гвинта, через що неможливо використовувати гвинти іноземного виробництва;
- низький ККД гребного гвинта та редуктора (власники моторів виконували полірування гвинта і корпусу редуктора, що підвищувало ККД);
- не оптимальні для більшості човнів параметри штатного гребного гвинта;
- у редукторі використовуються підшипники ковзання, що мають обмежений термін служби, а також ущільнювальні манжети низької якості;
- незручний механізм реверса, який не дозволяє зафіксувати муфту зчеплення в положенні вільного ходу, що призводило до аварій або падіння людини, яка запускала мотор, за борт;
- нерозбірна тяга включення ходу, що значно ускладнювало зняття і особливо встановлення редуктора після ремонту;
- невисока надійність золотникового пристрою;
- на ранніх моделях «Вихрь» — важкий тепловий режим верхнього циліндра;
- ненадійне магнето, як контактне, так і електронне;
- складне налаштування карбюратора;
- на моторі «Вихрь-30» канали системи охолодження мали недостатній переріз, через що при зношеній помпі мотор періодично перегрівався;
- ексцентриситет помпи становив всього 1,1 мм, і при найменшому зносі гумової крильчатки охолодження двигуна погіршувалося або повністю припинялося.

### Аматорські доопрацювання
Власники двигунів часто модернізували їх з метою усунення недоліків або підвищення експлуатаційних якостей. У цьому плані конструкція двигуна надавала великі можливості. Допомагали власникам численні публікації у журналі «Катери та яхти», а також книга «Вихрь без секретів», написана головним конструктором. Деякі доробки двигуна були можливі тільки в заводських умовах.
Оскільки прототипом мотора «Вихрь» були німецькі мотори Кьоніг, які добре зарекомендували себе у водномоторному спорті, конструкція радянського мотора також допускала значне форсування, ніж користувалися як спортсмени, так і водномоторники-аматори. Перші зазвичай отримували потужність 45-50 л. с. при 8000-8500 об/хв, щоправда, рахунок катастрофічного скорочення ресурсу (до 30—60 хвилин). Другі прагнули компромісу між потужністю і надійністю і форсували 20 сильний «Вихрь» приблизно до 22-24 л. с., а 30 сильний — до 33-35 л. с. без підвищення частоти обертання, тільки за рахунок удосконалення процесу продування та тонкого налаштування карбюратора та застосування саморобних більш досконалих систем електронного запалювання. Популярні були й доопрацювання двигуна підвищення надійності.

## Додаткова інформація

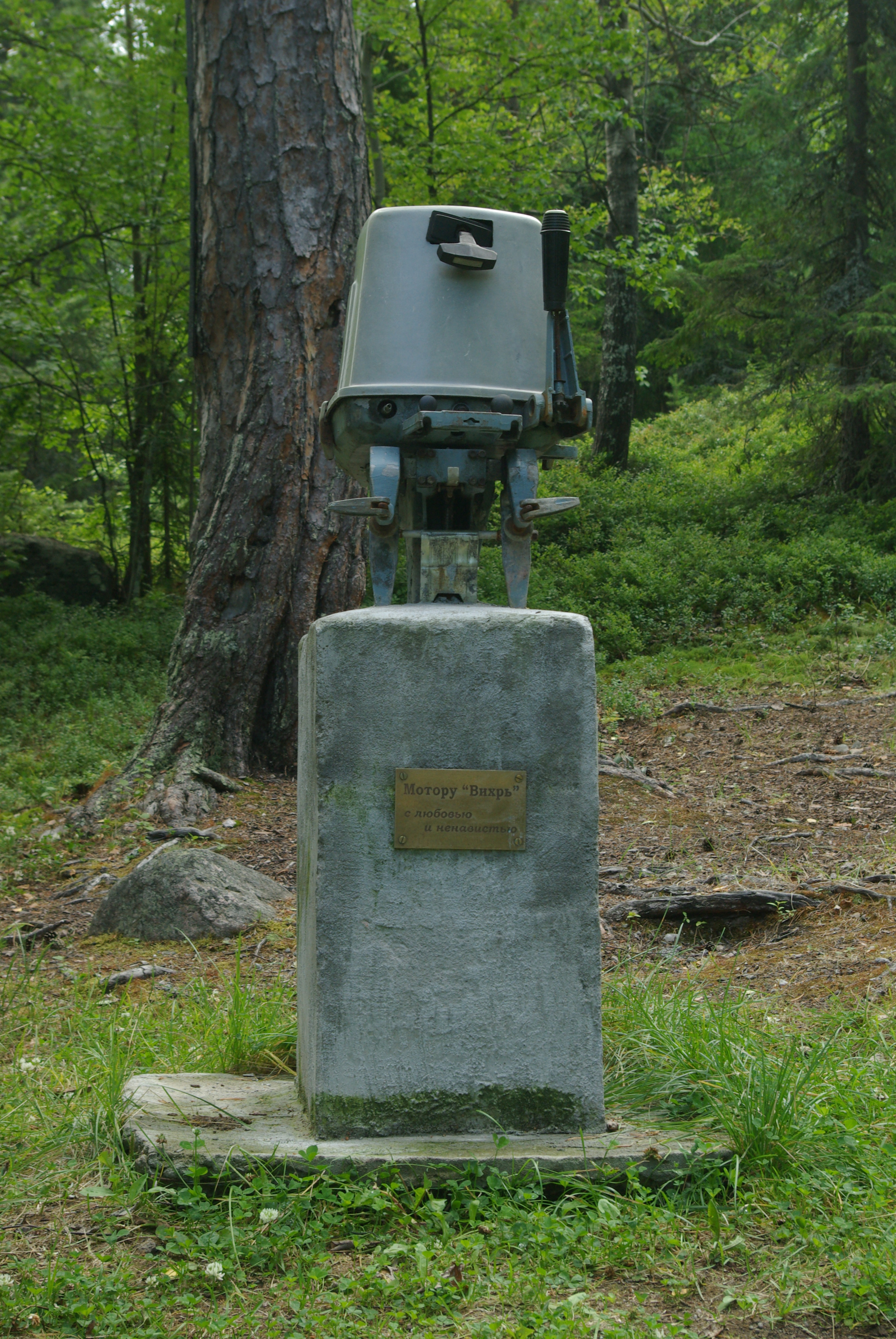
Пам'ятник мотору «Вихрь»

На Біломорській біологічній станції Зоологічного інституту РАН біля мису Картеш встановлено пам'ятник мотору. Табличка на невеликому бетонному обеліску говорить: «Мотору „Вихрь“ — з любов'ю і ненавистю».